# Bothell
Ne doit pas être confondu avec Bothel.
Bothell est une ville américaine située en banlieue nord de Seattle, dans les comtés de King et Snohomish, dans l'État de Washington. Selon le recensement de 2000 elle est peuplée de 30 150 habitants. Elle abrite l'un des trois campus de l'université de Washington : l'université de Washington Bothell (en).

## Naissances et morts célèbres
- Patty Murray (1950-), une femme politique américaine.
- Chris Walla (1975-), le guitariste et producteur du groupe Death Cab for Cutie.
- Hal Sutherland (1929-2014), un animateur américain et un peintre.